# Геня
Ге́ня (болг. Геня) — село в Болгарии. Находится в Габровской области, входит в общину Дряново. Население по последней переписи — 3 человека (2021). До 1995 года имело статус колибы.

## История
По первой после обретения Болгарией независимости переписи 1880 года село было учтено как колиба Генювци общины Катранджи околии Трявна округа Тырново. К 1887 году колиба Геня вместе с общиной перешла в околию Дряново. По переписи 1892 года в колибе было 11 зданий. По переписи 1900 года в колибе числилось 13 зданий, в 1905 году — 12 зданий, в 1910 году — 15 зданий.
По переписи 1920 года в колибе Геня той же общины было 11 зданий и 9 домохозяйств, а по переписи 1926 года — 10 зданий и 10 домохозяйств. В 1934 году — колиба общины Ганчовец Дряновской околии Плевенской области, в которой по переписи было 11 домохозяйств в 13 жилых зданиях.
С 1949 года — в составе общины Ганчовец Дряновской околии Горнооряховского округа, с начала 1951 года — Тырновского округа. В конце 1958 года колиба перешла в общину Дряново. В 1959 году околии были ликвидированы, и колиба вошла в состав  Габровского округа. С начала 1961 по конец 1978 года — вновь в общине Ганчовец, затем опять в общине Дряново.
С 1 сентября 1987 года колиба находилась в Ловечской области, а с 1999 года — во вновь образованной Габровской области. В 1995 году получила статус села.

## Население
| 1880 | 1887 | 1892 | 1900 | 1905 | 1910 | 1920 | 1926 | 1934 | 1946 | 1956 | 1965 | 1975 | 1985 | 1992 | 2001 | 2011 | 2021 |
| ---- | ---- | ---- | ---- | ---- | ---- | ---- | ---- | ---- | ---- | ---- | ---- | ---- | ---- | ---- | ---- | ---- | ---- |
| 76   | 70   | 82   | 77   | 72   | 101  | 57   | 61   | 55   | 52   | 27   | 11   | 0    | 1    | 2    | 0    | 1    | 3    |

### Национальный состав
В течение первых шести переписей 1880—1910 годов все переписанные были болгарами.

### Возрастно-половой состав
По переписи 2021 года в селе проживало 3 мужчины: один возрастом 0—4 года, один в возрасте 35—39 лет и один возрастом 70—74 года. По переписи 2011 года — 1 человек (мужчина в возрасте 60—64 года).

## Политическая ситуация
В местном кметстве Ганчовец, в состав которого входит Геня, должность кмета (старосты) исполняет Тодор Стефанов Маринов по результатам выборов.
Кмет (мэр) общины Дряново — Трифон Руенов Панчев (БСП) по результатам выборов.